# كريس مارش
كريس مارش (بالإنجليزية: Chris Marsh)‏ (14 يناير 1970 في المملكة المتحدة - ) هو لاعب كرة قدم بريطاني في مركز الظهير. لعب مع نادي نورثامبتون تاون ونادي والسول وويكمب وندررز.

## وصلات خارجية
- كريس مارش على موقع قاعدة بيانات كرة القدم.إي يو (الإنجليزية)
- كريس مارش على موقع Soccerbase.com (لاعب) (الإنجليزية)